# Citozină
Citozina este un compus organic pe bază de azot (bază azotată) care intră în compoziția acizilor nucleici ADN și ARN, unde se leagă prin legături de hidrogen cu baza complementară guanină.